# Lionello Manfredonia
Lionello Manfredonia (ur. 27 listopada 1956 w Rzymie) – piłkarz włoski grający na pozycji defensywnego pomocnika lub libero.

## Kariera klubowa
Manfredonia urodził się w Rzymie. Piłkarską karierę rozpoczął w tamtejszym klubie S.S. Lazio. W 1975 roku włączono go do kadry pierwszej drużyny, a 2 listopada zadebiutował w Serie A w zremisowanym 1:1 meczu z Bologną. W pierwszym składzie Lazio zaczął jednak grywać w następnym sezonie - 1976/1977. Grał nie tylko na pozycji środkowego pomocnika, ale czasem ustawiano go na stoperze lub libero. W 1977 roku zajął z Lazio 5. pozycję w lidze, ale w kolejnych sezonach były to pozycje w środku tabeli ligowej. Skandalem zakończył się sezon 1979/1980, gdy wykryto tzw. aferę Totonero, związaną z ustawianiem meczów w zakładach bukmacherskich. Zarówno A.C. Milan, jak i Lazio, zostały karnie zdegradowane do Serie B, a Manfredonia wraz z klubowym kolegą Brunem Giordano został zdyskwalifikowany na 2 lata. Do gry powrócił w sezonie 1982/1983 i przyczynił się do wywalczenia wicemistrzostwa Serie B oraz powrotu "biancocelestich" do Serie A. W Lazio spędził kolejne dwa lata, jednak w 1985 roku przeżył kolejną degradację do drugiej ligi. W rzymskiej drużynie rozegrał łącznie 201 spotkań i strzelił 8 goli.
Latem 1985 Manfredonia odszedł do Juventusu, zdobywcy Pucharu Mistrzów. Jako gracz pierwszego składu osiągnął swój największy sukces w karierze, którym było zdobycie mistrzostwa Włoch. W mistrzowskim sezonie Lionello rozegrał 23 spotkania. W 1987 roku Juve nie obroniło mistrzostwa (straciło je na rzecz SSC Napoli), ale zajęło 2. pozycję w lidze. Latem Manfredonia został zawodnikiem AS Roma. W swoim drugim rzymskim klubie w karierze spędził trzy sezony. W 1988 roku zajął 3. lokatę w Serie A, co było jego największym sukcesem w barwach "giallorossich". W 1990 roku zakończył karierę.
| Sezon   | Klub          | Kraj   | Rozgrywki | Mecze | Bramki |
| ------- | ------------- | ------ | --------- | ----- | ------ |
| 1975/76 | S.S. Lazio    | Włochy | Serie A   | 5     | 0      |
| 1976/77 | S.S. Lazio    | Włochy | Serie A   | 29    | 0      |
| 1977/78 | S.S. Lazio    | Włochy | Serie A   | 29    | 0      |
| 1978/79 | S.S. Lazio    | Włochy | Serie A   | 28    | 0      |
| 1979/80 | S.S. Lazio    | Włochy | Serie A   | 21    | 0      |
| 1980/81 | S.S. Lazio    | Włochy | Serie B   | 0     | 0      |
| 1981/82 | S.S. Lazio    | Włochy | Serie B   | 0     | 0      |
| 1982/83 | S.S. Lazio    | Włochy | Serie B   | 36    | 4      |
| 1983/84 | S.S. Lazio    | Włochy | Serie A   | 26    | 4      |
| 1984/85 | S.S. Lazio    | Włochy | Serie A   | 27    | 0      |
| 1985/86 | Juventus F.C. | Włochy | Serie A   | 23    | 0      |
| 1986/87 | Juventus F.C. | Włochy | Serie A   | 28    | 7      |
| 1987/88 | AS Roma       | Włochy | Serie A   | 28    | 3      |
| 1988/89 | AS Roma       | Włochy | Serie A   | 30    | 1      |
| 1989/90 | AS Roma       | Włochy | Serie A   | 15    | 0      |

## Kariera reprezentacyjna
W reprezentacji Włoch Manfredonia zadebiutował 3 grudnia 1977 roku w wygranym 3:0 spotkaniu z Luksemburgiem. W 1978 roku został powołany przez Enza Bearzota do kadry na Mistrzostwa Świata w Argentynie, na których był rezerwowym i nie rozegrał żadnego spotkania. W "Squadra Azzurra" wystąpił 4 razy.